# Бої в Курській області (з 2024)
Бої в Курській області Росії розпочалися зранку 6 серпня 2024 року, коли Збройні сили України перетнули російсько-український кордон поблизу міста Суджа. Українські війська почали просування вглиб території Росії та за кілька днів контролювали кілька сотень квадратних кілометрів. Це була перша українська загальновійськова операція на прикордонній території Росії з початку повномасштабного російського вторгнення в Україну. 12 серпня українська влада вперше підтвердила участь ЗСУ в наступі, а 14 серпня сказала, що українські війська сформували «буферну санітарну зону» у цілях самооборони. На кінець серпня українські війська контролювали близько 1100 км² Курської області.
До кінця 2024 року в результаті російського контрнаступу територія скоротилася до близько 460 км². У першій половині березня 2025 року російські війська провели низку наступів і 13 березня зайняли Суджу.
Операція у Курській області відволікла увагу російських сил, які потенційно могли застосувати на інших ділянках фронту, зокрема на сході. Ця операція також підняла бойовий дух українських військ. Втім, стратегічно вона не змінила хід війни.[⇨]

## Командування
У перші дні українського вторгнення звітував Путіну щодо ситуації Валерій Герасимов.
10 серпня у звіті ISW зазначалося, що Путін замість Герасимова призначив Олександра Бортнікова відповідальним за ситуацію у Курську.
12 серпня українська влада вперше підтвердила участь Збройних сил України в бойових діях у Курській області, доповідав Зеленському про це Головнокомандувач ЗСУ Олександр Сирський.
13 серпня низка джерел написала, що Путін призначив Олексія Дюміна координатором операції у Курську. Про призначення не повідомлялося офіційно, але воно було широко поширене різноманітними медіа.
14 серпня стало відомо, що російською обороною керує генерал-лейтенант Олександр Лапін.
15 серпня Україна створила першу військову комендатуру на підконтрольних українським військовим територіях Курської області, і призначила її керівником генерал-майора Едуарда Москальова.

## Передумови і підготовка до наступу
Ще до серпневого наступу 2024 року українські війська вражали російські на території Курщини. Так, 2 червня 2024 року підрозділ «Малібу» 53 ОМБр та «Крила до пекла» 103 ОБрТрО розбили російську техніку в 3 км від українського кордону.
До прориву в Курську область Україна готувалася надзвичайно секретно. Техніка ховалася у лісах біля кордону, українські військові ночували в покинутих будинках у селах, а пересування військ маскували показовими військовими навчаннями. Про плани наступу на Курську область знало лише обмежене коло військових: офіцерський склад дізнався за три дні до початку операції, а рядові військовослужбовці — за день до наступу. Українська армія покладалася на розсуд своїх солдатів, офіцери не забирали телефони, сподіваючись, що ті збережуть таємницю. Командир 225-го окремого штурмового батальйону Олег Ширяєв у 2025 році повідомив, що підготовка підрозділу до операції тривала два місяці: підрозділ отримав особовий склад і техніку, які мали готуватися. Але суть задачі не розкривалася, і про Курськ вони дізналися зі здивуванням перед операцією.

## Перебіг подій

### Український наступ

#### 6 серпня
Уранці ЗСУ декількома групами перейшли російсько-український кордон на території Суджанського і Кореневського районів РФ, після чого туди було направлено російські війська й авіацію. Протягом перших годин операції бійці 80 ОДШБр за підтримки танка Т-64БВ захопили прикордонний пункт пропуску «Суджа» та взяли в полон близько 50 російських військових. За даними Росії, у боях брали участь близько 300 українських військовослужбовців 22-ї окремої механізованої бригади, 11 танків і понад 20 бойових броньованих машин. Основними напрямками просування українських збройних сил стали населені пункти Олешня в напрямку Суджі і Миколаєво-Дар'їно, що на північний схід від Сум. За словами Олександра Коваленка, одним із основних проривних підрозділів Курської операції був 225-й батальйон, який з перших днів відповідав за прорив російської оборони і вклинювання якнайглибше в Курську область РФ.
О 10:01 виконувач обов'язків губернатора Курської області Олексій Смирнов заявив, що «бійці Прикордонної служби ФСБ Росії та Збройних сил РФ не допустили прорив кордону». Натомість з боку Свердликового підрозділу ЗСУ на БТР Stryker змогли вийти на трасу Рильськ — Суджа, якою спробували просунутися у напрямку населеного пункту Зелений Шлях.
Українські медіа поширювали відео з полоненими російськими військовослужбовцями в районі урочища Глибокого, звідки раніше підрозділи ЗСУ намагалися просунутися у бік Курилівки. Також з'явилося фото згорілого російського вертольота Ка-52. За опублікованими відеозаписами, кількість узятих у полон російських військових могла становити близько 6 військовослужбовців.
Російські війська вели вогонь по позиціях та місцях концентрації противника, ввечері над Сумщиною ЗСУ знищили російську балістичну ракету та два БПЛА. Надвечір росіяни заявляли, що відтіснили ЗСУ через кордон із втратами за допомогою артилерії, авіаударів і безпілотників.
Близько 21:30 з'явилися світлини із двома знищеними російськими танками на тралах неподалік Суджі.
Станом на 22:00, ЗСУ перебували у населених пунктах Дар'їно, Свердликово, Гоголівка, Гончарівка. У Олешні взято опорні пункти російської армії. ЗСУ здійснили дистанційне мінування траси Суджа — Білиця.

#### 7 серпня
Станом на 10:00 українські війська перебували в 11 населених пунктах і просунулись вглиб російської території до 15 кілометрів. Зазначається, що ширина фронту наступу становить приблизно 10—11 кілометрів. Уранці з'явилося відео ураження FPV-дроном російського гелікоптера Мі-28.
Українські війська наблизились до міста Суджи, що має значні пошкодження через постійні обстріли. Значна частина населення залишила населений пункт власними силами або в результаті влаштованої евакуації, суперечливі повідомлення про наказ на яку надходили від місцевої російської влади, які місцеве управління МНС Росії відкидала як «фейкову інформацію».
Російські військові кореспонденти повідомили, що Суджа перебуває в оперативному оточенні, а також те, що українські війська захопили газовимірювальну станцію «Суджа» в Курській області. Через неї Росія подає газ в українську газотранспортну систему. Зазначається, що маршрут через Суджу — єдиний, що залишився, з п'яти транспортних коридорів, якими Росія досі здійснювала транзит свого газу в Європу. Стверджується, що атака підняла ціни на газ до 40,43 євро (+5,15 %) за мегават-годину.
Удень Путін зібрав раду безпеки РФ, назвавши бої на Курщині «масштабною провокацією». Україна не коментувала бойові дії в цьому районі.
Влада Сумщини підписала розпорядження щодо впровадження обов'язкової евакуації 23 населених пунктів 5 громад Сумського району — Краснопільської, Миколаївської сільської, Миропільської, Юнаківської та Хотінської, які потрапляють у зону вогневого ураження російських військ.
За повідомленнями російських воєнних кореспондентів, збройні сили України увійшли до іншого російського райцентру за 20 кілометрів від кордону з Україною — міста Коренево, на підступах до якого було взято в полон кількадесят російських військових.
Ввечері в Курській області атакою FPV-дрона було пошкоджено автомобіль, у якому перебував російський пропагандист, воєнний кореспондент Євген Піддубний. Піддубний випав із авто, коли машина перекидалася, його знайшла евакуаційна група і відвезла в лікарню, а згодом той був транспортований у Москву з опіками.

#### 8 серпня
ЗСУ прорвали дві лінії фортифікації на Курщині, які коштували Росії 15 млрд руб. Зранку ЗСУ контролювали захід Суджі та дороги навколо неї, у місті тривали стрілецькі бої, зайнята українськими військами територія сягнула 350 км2. Окремі групи українських військових досягли населених пунктів Івниця та Анастасіївка, пройшовши вглиб російської території на 23—26 кілометрів від кордону з Україною.
Зранку українські сили контролювали західну частину Суджі та дороги навколо неї, у місті тривали стрілецькі бої. Окремі групи українських військових досягли населених пунктів Івниця та Анастасіївка, пройшовши вглиб російської території на 23—26 кілометрів від кордону з Україною.
Повідомлялося, що зона бойових дій розширилася до 430 квадратних кілометрів, і що українські сили увійшли в населений пункт Мирний і взяли під контроль села Козача Локня, Богданівка, 1-й Княжий і 2-й Княжий. У селі Снагість відбулася стрілянина. Українські війська були присутні в районах за 35 кілометрів від українського кордону.

#### 9 серпня
Вночі на аеродром Липецьк-2 в Липецькій області, що межує з Курською областю, було здійснено атаку БПЛА. Місцеві жителі публікували відео потужного вибуху. В Липецькій області оголошено надзвичайний стан, розпочато евакуацію населення. За даними України, на момент атаки на аеродромі знаходилося 700 керованих авіабомб та російські військові літаки, а безпілотники вразили склади з керованими авіабомбами та низку інших об'єктів у районі аеродрому.
Повідомлялося, що українські війська захопили близько 100—200 квадратних кілометрів території, у середньому на глибину близько 10 кілометрів від російсько-українського кордону. Зона бойових дій розширилася до 600 квадратних кілометрів.
Вранці з'явилися повідомлення про розбиту колону російських військ у районі селища Октябрського Рильського району ударом HIMARS. Колона рухалася трасою, що з'єднувала Глухів і Курськ та проходить через Рильськ і Льгов. Зазначається, що село Октябрське розташоване за 8 кілометрів від Рильська. На відеозаписах видно 15 спалених військових вантажівок з тілами загиблих. За оцінками NEXTA, кожна з вантажівок може перевозити до 35 повністю екіпірованих військовослужбовців, тож втрати можуть сягати 200—490 солдатів, що може бути однією з найбільших масових втрат російської армії з початку повномасштабної війни.
Апти Алаудінов, командир чеченського підрозділу «Ахмат», які з моменту останнього вторгнення на територію Росії дислокувалися в Бєлгороді та Курську, повідомив, що він і його підрозділи не вступали в бій з українськими військами, коли ті проходили повз їхні позиції, натомість вирішили відступити, поки не прибуде більше російського підкріплення, у той час як деякі російські військові кореспонденти стверджували, що вони втекли під час бою. Крім того, на момент заяви Алаудінов був єдиним російським командиром, який визнав, що українські сили контролюють населені пункти вздовж кордону.
Російські підрозділи, направлені як підкріплення в зону бойових дій і вже були розгорнуті навколо російсько-українського кордону, продовжували прибувати до лінії фронту в Курській області, де тривали бої за Суджу. Російські провоєнні блогери стверджували, що Росія захопила прикордонне село Лукашівка в Сумській області, у той час як Україна, за повідомленнями, здійснила незначне вторгнення на новому напрямку, спрямоване на прикордонне село Кучерів, але не захопила його.
Міністерство оборони Росії сповістило про перекидання військової колони з Бєлгородської області до Суджанського району, яка включала 152-мм самохідні артилерійські установки «Мста-С» та машини бойового забезпечення. Бойове маркування свідчило про те, що російське командування перекидало до Курської області справжні бойові частини, що мали військовий досвід.
Голова муніципальної адміністрації Курчатова Ігор Корпунков повідомив, що бойові дії відбуваються за десятки кілометрів від Курської АЕС. Місцева влада заблокувала всі під'їзди до атомної станції, будівельники покинули територію, а обладнання станції було знеструмлено. Росатом оголосив про тимчасове скорочення кількості персоналу на майданчику. Близько 15:00 у Курчатові пролунав вибух. Для захисту АЕС також були розгорнуті російські війська РХБЗ. Виконувач обов'язків губернатора Курської області Олексій Смирнов повідомив, що в одному з районів почалася пожежа в результаті атаки збройних сил України на трансформаторну підстанцію. У результаті атаки БПЛА без електропостачання залишилися Курчатов, а також частина Курчатовського, Октябрського, Большесолдатського, Обоянського і Біловського районів.
Бійці підрозділу М2 Центру спеціальних операцій СБУ на Курщині вдарили FPV-дроном по ще одному російському гелікоптеру Мі-8. Гвинтокрил отримав удар у хвостову частину дроном із осколковою бойовою частиною.
ЗСУ захопили склади боєприпасів у Суджі, що могли призначатися для наступу російських військ на Сумську область.

#### 10 серпня
Вранці стало відомо, що ЗСУ взяли під контроль село Пороз у Бєлгородській області. У Брянській, Курській та Білгородській областях РФ було введено режим контртерористичної операції (КТО), що включає посилення охорони, обмеження руху, перевірку документів та контроль телефонів. Раніше режим КТО було запроваджено в Москві та Московській і Воронезькій областях під час збройного заколоту Пригожина проти влади. За заявами російських провоєнних блогерів, ЗСУ збили російський гелікоптер Ка-52 у Курській області.
За даними аналітиків, на яких посилався The New York Times, просування українських військ у Курській області було значною мірою зупинено російським підкріпленням, і ситуація стабілізувалася, але українські сили продовжують утримувати захоплені території. Інші джерела, як-от Washington Post та Frankfurter Rundschau, повідомляли, що Росія залишається нездатною контролювати ситуацію, а українські війська продовжують просуватися вперед. Повідомлялося про бої в Ольгівці біля Коренево, Івашковському хуторі та селі Мала Локня.
Збройні сили Росії заявили, що відновили контроль над селом Махнівка на схід від Суджі. Повідомлялося, що зона бойових дій розширилася до 650 квадратних кілометрів.
За повідомленням журналіста Юрія Бутусова, воїни департаменту військової контррозвідки СБУ разом з розвідниками 80-ї десантно-штурмової бригади ЗСУ захопили поблизу міста Суджа новий російський танк Т-80БВМ.
Російські строковики, які на момент початку наступу України в Курській області перебували в регіоні, за повідомленнями російських ЗМІ, залишаються на своїх позиціях. Строковиків у регіоні оголосили бойовим підрозділом, взводу дають бойові команди, а командири відмовляються відвозити їх у тил. Родичі деяких військовослужбовців строкової служби також повідомляли, що деякі з них могли потрапити в полон, про що раніше повідомляла Conflict Intelligence Team. Офіційно участь строковиків у боях не підтверджено, хоча раніше Міністерство оборони Росії визнавало їхню присутність на фронті.
Того дня Білорусь оголосила про перекидання ракетного комплексу «Іскандер», РСЗВ «Полонез» та спецназу до районів, що межують з Україною. Це оголошення було зроблено після слів самопроголошеного президента країни Олександра Лукашенка про українські ударні дрони, які були нібито збиті на території країни. Глава Центру протидії дезінформації Ради національної безпеки та оборони України (РНБО) Андрій Коваленко інтерпретував ці дії Мінська як спробу допомогти Росії та відволікти увагу українського командування на білоруський напрямок.

### Стабілізація лінії фронту
11 серпня видання Forbes повідомило про те, що українські та російські війська почали окопуватися, що означало стабілізацію лінії фронту.
Вночі ЗСУ увійшли до Біловського району на південному сході від Суджанського. Голова району рекомендував тим, хто вже евакуювався, не повертатися.
Того дня Міністерство оборони Білорусі оголосило про перекидання своїх танків на кордон з Україною для посилення угруповання військ там.
12 серпня 2024 року виконувач обов'язків губернатора Курської області Олексій Смирнов заявив, що РФ втратила контроль над 28 населеними пунктами. Глибина українського наступу, за його словами, складала 12 кілометрів, а ширина фронту — 40 кілометрів. Загалом площа захоплених територій складала близько 480 км². З регіону виїхали 120 тисяч осіб, ще 180 тисяч підлягали евакуації.
Головнокомандувач Збройних сил України Олександр Сирський заявив, що українські військові контролюють понад 1000 км² російської території. Українські військові поширили відео, на якому вони проїжджають центром Суджі, стверджуючи, що центр міста знаходиться під контролем Збройних сил України.
В результаті дружнього вогню російський вертоліт Ка-52 атакував колону з російськими військовими в селі Кривицькі Буди Біловського району, знищивши самохідну гаубицю 2С19М2 «Мста-С».
У Міноборони Росії створено координаційну раду з питань безпеки прикордонних територій Білгородської, Брянської та Курської областей. Метою ради, як розповів Міністр оборони Андрій Білоусов, стане ефективне забезпечення угруповання військ.
13 серпня Генеральний штаб Збройних сил України повідомив, що на прикордонній 20-кілометровій зоні Сумщини ввели обмеження на переміщення усіх категорій громадян. Рішення ухвалили у зв'язку зі збільшенням інтенсивності бойових дій та активізацією диверсійно-розвідувальних груп. Допуск людей до прикордоння здійснювався виключно за українським паспортом з реєстрацію проживання у цій зоні. Олександр Сирський заявив про те, що 74 населені пункти Курської області знаходяться під контролем ЗСУ.
Цього дня Путін призначив Олексія Дюміна командувачем обороною Курської області. Росія закликала до негайного скликання засідання членів Ради Безпеки ООН за формулою Аррії.
За даними України, «відносно невелика» кількість російських військ була передислокована із Запорізької та Херсонської областей до Курська, але росіяни все ще продовжували наступальні дії, зокрема на Покровському напрямку.
14 серпня 2024 року ЗС РФ вели оборонні роботи у Курській області, створюючи окопи на можливих напрямках наступу ЗСУ. Згідно з інформацією від OSINTtechnical та супутникових зображень, оборонні позиції розташовані вздовж ключових маршрутів. Найближчі окопи були розташовані біля села Вікторівка, приблизно за 45 км від українського кордону, а найвіддаленіші розкидані навколо Курська, на відстані до 75 км від кордону. Цього дня ЗСУ взяли під контроль 40 км2.
Бійці ЦСО «А» СБУ взяли в полон 102 російських військовослужбовців з 488-го гвардійського полку та спецпідрозділу «Ахмат».
Президент Зеленський провів нараду, на якій обговорювалася можливість створення Україною військових комендатур у контрольованих районах РФ. Уповноважений ВРУ з прав людини Дмитро Лубінець повідомив, що українські військові у цілях самооборони сформували «буферну (санітарну) зону».
15 серпня 2024 українська влада створила першу військову комендатуру на підконтрольних українським військовим територіях Курської області. Керівником призначено генерал-майора Едуарда Москальова. Того ж дня видання Sky News зробило припущення про те, що в боях поблизу н. п. Суджа ЗСУ використало британські танки Challenger 2.
Головнокомандувач Збройних сил України Олександр Сирський повідомив, що ЗСУ контролює 82 населені пункти.
8-й полк спепризначення опублікував відео засідки на російську вантажівку, повідомлялося про ліквідацію десятка російських військових.

### Знищення мостів через Сейм
16 серпня 2024 року головнокомандувач ЗСУ Олександр Сирський повідомив, що продовжуються бої в районі Малої Локні, війську вдалось просунутись на деяких напрямках від 1 до 3 кілометрів.
Близько 17:00 українські війська знищили міст через річку Сейм в Глушківському районі. За повідомленням командувача Повітряних сил України Миколи Олещука, міст був важливим шляхом постачання противника. За повідомленнями російських ЗМІ, в результаті удару по мосту Тьоткіно, Попово-Лежачі, Волфине і ще близько 27 населених пунктів Глушківського району опинилися відрізаними від території, що контролюється росіянами.
17 серпня російські військові з 155-ї бригади морської піхоти оприлюднили відео, на якому показали відрізану голову нібито українського військовослужбовця. За даними розслідувачів, відео було зняте ще 12 серпня в районі КПП «Колотилівка» Білгородської області. Український омбудсман Дмитро Лубінець звернувся до ООН та МКЧХ щодо чергового акту порушення російською стороною міжнародного гуманітарного права.
Українські військові заявили про захоплення населеного пункту Коренево, але Міністерство оборони Росії назвало цей населений пункт спірним.
18 серпня повідомлялося, що Повітряні сили ЗСУ знищили другий міст через річку Сейм у селищі Званне.
19 серпня російські джерела повідомили про те, що ЗСУ зруйнували третій і останній міст через річку Сейм. Він був розташований в районі села Кариж Глушковського району. За російською оцінкою, це могло призвести до оточення російських підрозділів на площі приблизно 700км2. На супутникових знімках за 20 серпня аналітик MT Anderson вказував на те, що міст пошкоджений, а не повністю знищений, але, за його припущенням, перевезення важкого обладнання та техніки мостом ризиковане.
Президент України Володимир Зеленський сказав, що українські військові контролювали 1250 км2 території Росії та 92 населених пункти. Він закликав дипломатів працювати над дозволами на використання далекобійної зброї: «Ілюзорний концепт так званих червоних ліній щодо РФ в оцінках деяких партнерів розсипався під Суджею».
У ЗСУ вперше показали офіційну карту територій, які контролюють українські війська у Курській області, йшлося про 1263 км2 і 93 населені пункти.
21 серпня Україна заявила, що знищила кілька понтонних мостів, які використовувалися російськими військами вздовж річки Сейм.
Російські військово-повітряні сили здійснили 17 авіаударів з використанням 27 керованих авіаційних бомб по території України, а російська армія завдала артилерійських ударів по українських прикордонних населених пунктах Порожнє та Попасна.
Українська 22-га окрема механізована бригада опублікувала відео, на якому показано групу з понад 15 російських солдатів, які потрапили в полон.
22 серпня українська авіація атакувала взводний опорний пункт росіян у Курській області, використавши високоточні американські бомби GBU-39. За словами Миколи Олещука, в ході атаки було вражено пункт управління дронами, підрозділ радіоелектронної боротьби, техніку, озброєння та до 40 російських солдатів.
23 серпня російські військові сховалися у будівлі жіночої виправної колонії № 11 у селищі Мала Локня в Курській області, її штурмували українські бійці. Військові РФ приготувалися до оборони будівлі, до неї могли задіяти й охоронців колонії. В установі могли утримувати понад 200 жінок, які були засуджені до 10-20 років позбавлення волі.
24 серпня Віталій Матвієнко, представник українського координаційного штабу з поводження з військовополоненими, сказав, що до української сторони надійшло 511 заявок до проєкту «Хочу найти» серед тих з ким було втрачено зв'язок в Курській області, і родичі 179 з цих солдат підтвердили перебування у полоні в Україні.
26 серпня російські війська знищили льодову арену в Суджі.
27 серпня бійці 225 ОШБ оприлюднили відео із полоненим бойовиком спецназу «Ахмат», спростовуючи цим заяву командира кадирівського спецназу Апті Алаудінова, що «жоден боєць в полон не здавався».
5 вересня українські ССО знищили підрозділ понтонерів на Курщині.
7 вересня українські війська знищили ще одну понтонну переправу росіян у Курській області авіабомбами SDB.

### Російський контрнаступ
12 вересня Міністерство оборони РФ заявило про звільнення 10 населених пунктів, включаючи Опанасівку, Б'яхове, Вишнівку, Вікторівку, Внезапне, Гордіївку, Червоножовтневе, Обухівку, Снагость та 10-й Октябрь. Також, крім цього, ЗС РФ відбили дві українські атаки у бік Снагості та Фанасіївки, а також зірвали спробу атакувати у бік Ольгівки. Володимир Зеленський підтвердив контрнаступ ЗС РФ, і сказав, що «це йде за нашим українським планом».
13 вересня для протидії російському контрнаступу українські війська здійснили другий прорив в Курську область. Він відбувся південно-західніше селища Новий Путь, південно-східніше села Обухівка та у селі Веселому.
18 вересня представник комендатури ЗСУ Олексій Дмитрашківський повідомив, що українські військові зупинили просування російських військ.
21 вересня українські війська просунулися біля Камишевки.
6 жовтня президент України Володимир Зеленський заявив, що Курська операція ЗСУ є «важливим етапом війни», оскільки за достатньої підтримки партнерів Україна зможе тиснути на Росію «саме так, як потрібно, щоб у Росії відчували, що війна нічого їм не дасть».
11 жовтня головнокомандувач ЗСУ Сирський повідомив, що росіяни перекинули близько 50 тисяч військових на курський напрямок. Також цього дня стало відомо, що росіяни продавили лівий фланг Курського угруповання українських військ в районі Новоіванівки. Російські війська намагалися закріпитися в районі сіл Новоіванівка та Зелений Шлях. Раніше зупинили після невеликого успіху біля Снагості. В цей же день ГУР МОУ опублікували відео з ураженням російських військових цілей FPV-дронами в селищі Тьоткіно на захід від основних бойових дій.

### Вступ КНДР у бої
25 жовтня 2024 року українські і південнокорейські джерела з посиланням на українську розвідку повідомили, що перші підрозділи військ КНДР прибули на Курщину для участі у боях. Їх помітили ще 23 жовтня у зоні бойових дій. Раніше Південна Корея та США повідомляли, що КНДР відправила щонайменше 3,000 солдат для участі на боці Росії проти України. Південнокорейська розвідка зазначала, що це число має вирости до 10,000 до грудня 2024 року. Того ж дня головнокомандувач ЗСУ Сирський спростував заяву про нібито оточення українських військ у Курській області, яку озвучив Путін на саміті БРІКС.
31 жовтня держсекретар США Ентоні Блінкен сказав, що у Курській області Росії на той час перебувало близько 8 тисяч солдатів КНДР, які мали долучитися до війни проти України найближчими днями. Проте на той час США ще не бачили підтверджень залучення військових КНДР до бойових дій. За даними української розвідки, 7 тисяч корейських солдатів були перекинуті за допомогою 28 літаків військово-транспортної авіації з Приморського краю Росії до районів поблизу з Україною.
11 листопада 47-ма бригада повідомила, що росіяни провели штурм, внаслідок якого українській війська знищили 10 одиниць бронетехніки: 3 БТРи підірвалися на мінах, а іншу техніку знищили за допомогою FPV-дронів та ПТРК «Стугна». Бригада повідомила також, що нещодавно взяли в полон російського військового з 155-ї бригади, який розповів, що був свідком катування, розстрілу і посмертного відтинання голів українським полоненим. 225-й окремий штурмовий батальйон опублікував відео, де показав як дає бій декільком хвилям механізованих штурмів росіян. Остінтери втсановили, що події відбуваються в околицях села Зелений Шлях Курської області, та в самому селі. На вечір 11 листопада російська армія провела п'ять хвиль механізованих штурмів на цій ділянці фронту. Українці вражали російську техніку за допомогою FPV дронів, артилерії та ручних протитанкових гранатометів з гранично малих дистанцій.
13 листопада в ЗСУ повідомили, що через великі втрати в живій силі російське військове командування перекидає на Курщину 76-ту десантно-штурмову дивізію для поновлення наступальних штурмових дій.
20 листопада 2024 стало відомо, що десантники з 80-ї десантно-штурмової Галицької бригади за один бій на Курщині взяли в полон 26 росіян.
24 листопада 2024 року ЗСУ завдали удару ракетою ATACMS по російському зенітному ракетному комплексу С-400 у Курській області. За повідомленням Генерального штабу ЗСУ, ураження відбулося на території населеного пункту Велике Жирово.
27 листопада стало відомо, що росіяни відбили село Дар'їно, а також просунулися біля села Плехово.
14 грудня почали з'являтися повідомлення про те, що північнокорейські підрозділи вже вступили у бій з підрозділами Сил оборони України, використовуючи тактику масового піхотного штурму по відкритій місцевості. Наступ відбувався піхотними взводами по 20-30 осіб. Президент Володимир Зеленський підтвердив застосовування Росією солдатів з Північної Кореї в штурмах. За день до цього, 13 грудня, розвідка повідомляла, що контингент північнокорейських військових привели в стан підвищеної боєготовності з наказом очікувати подальші вказівки.
23 грудня президент Зеленський на засіданні Ставки верховного головнокомандувача повідомив, що за попередніми підрахунками кількість убитих та поранених північнокорейських військових на Курщині перевищує 3 тисячі осіб.
25 грудня 2024 року ЗСУ завдали удару по пункту управління 810-ї окремої бригади морської піхоти ЗС РФ, який був розташований у покинутій цивільній будівлі в місті Льгов. Згадувалося і про нещодавні удари по 155-й бригаді морської піхоти.
26 грудня 2024 року був взятий в полон перший військовослужбовець КНДР, він помер наступного дня через погіршення стану здоров'я.
31 грудня 2024 року бійці 6-го полку рейнджерів вели бої у Курській області і захопили в полон півночнокорейських солдат.
На кінець 2024 року українські війська контролювали близько 460 км² території у Курській області, порівняно зі 1100 км² в кінці серпня.
2 січня 2025 року українські війська завдали високоточного удару по командному пункту армії РФ у селищі Мар'їному. Того ж дня повідомлялося про удар по дислокації 810-ї окремої бригади морської піхоти у селі Івановське.
Вранці 5 січня українські сили просунулись у напрямку від Суджі до Великого Солдатського. Розпочались бої за населений пункт Бердин.
6 лютого 2025 року українські війська просунулися поблизу сіл Уланок і Черкаська Конопелька. Інститут вивчення війни підтвердив просування українських сил до п'яти кілометрів на південний схід від Суджі.
20 лютого 2025 року росіяни вибили українські війська з села Свердликово під Суджею.

### Відступ з Суджі
7 березня 2025 року російська армія завдала ударів з двох сторін: у напрямку Журавки та Новенького з лівого флангу, та в районі села Курилівка. На обох ділянках російські війська підійшли або перетнули державний кордон.
Наступного дня РНБО повідомила, що масового прориву кордону між Новеньким і Журавкою не фіксувалося. ГШ ЗСУ повідомив, що того дня зведені диверсійно-штурмові групи росіян пройшли по гілці газопроводу Уренгой — Помари — Ужгород і спробували закріпитися на околицях міста Суджа. Проте цей маневр виявили, і завдали російським спецпризначенцям «дуже великих втрат». Найбільш масштабні ж штурми відбулися на напрямках із населеного пункту Коренево на Суджу, а також на напрямках Новоіванівка, Мала Локня та південніше міста Суджа. Штурми відбувалися силами 177-го полку та 810-ї бригади морської піхоти, повітрянодесантних військ, кадирівців із батальйону «Ахмат», 1427-го полку та військ КНДР до двох батальйонів.
Станом на 12 березня 2025 року українська армія залишила значну частину території міста Суджа та відійшли на її західні околиці за річку Олешня. Місто перебувало в «сірій зоні», в операційній зоні угруповання військ «Курськ» тривали бої.
13 березня 2025 року Міністерство оборони Росії заявило про взяття під контроль міста Суджа в Курській області. Воно також сказало, що завдало ударів по українським військам біля західних передмість Суджі — біля сіл Гончаровка і Заолешенка, а українські війська провели одну контратаку. Українське військове керівництво повідомило, що бої тривають на околицях міста.
15 березня 2025 року Генштаб ЗСУ повідомив, що українські війська вийшли з Суджі для «зайняття більш вигідних позицій біля східного кордону України». Президент України Володимир Зеленський повідомив, що російська армія накопичує сили на східному кордоні. Ймовірна ціль — атакувати Сумську область. Задум росіян — перерізати на українській території трасу Юнаківка — Суджа, яка є найголовнішою логістичною артерією для українських військ на Курщині. Паралельно тривав наступ на саме місто Суджа, більша частина українських сил покинула місто, відбувалися локальні зіткнення.
26 квітня 2025 року начальник генерального штабу Збройних сил Росії Валерій Герасимов доповів Путіну про «звільнення від Збройних Сил України всієї Курської області». Він вказав, що був звільнений останній населений пункт на цьому напрямку — Горналь. Генштаб ЗСУ сказав, що російські заяви не відповідають дійсності, оскільки українські війська продовжують операцію в Курській області.
27 квітня 2025 року ISW повідомив, що росіяни вже деякий час окуповували 4 села в Сумській області поряд з Курщиною: Новеньке, Басівку, Журавку та Веселівку. Зеленський повідомив, що бої у Курській області продовжуються.

## Втрати
Росія заявила, що шість українських танків і десять броньованих машин були втрачені під час першого зіткнення 6 серпня. Виконувач обов'язків губернатора Курської області Олексій Смирнов заявив, що 26 українських БПЛА були збиті в цьому районі. Пізніше, 9 серпня, Росія стверджувала, що втрати України нібито склали 945 солдатів і 102 броньовані машини, хоча це не вдалося підтвердити.
Російський державний телеканал «Россия-24» повідомив, що один із його репортерів, Євгеній Поддубний, був поранений під час атаки безпілотника на його транспортний засіб під час репортажу про бої в постраждалих районах 7 серпня. Російська влада заявила, що щонайменше шість мирних жителів загинули і з початку вторгнення, а щонайменше 66 інших, у тому числі дев'ятеро дітей, отримали поранення.
Станом на 31 серпня українські десантники захопили у боях на Курщині 7 російських танків різних моделей: один Т-90М, 4 одиниці Т-80БВМ та 2 одиниці Т-72.
25 травня 2025 року Генштаб Збройних Сил України повідомив, що під час Курської операції Україна взяла в полон 971 російського військового. Вони стали основою для обміну «1000 на 1000», який провели в попередні дні.

## Реакція

### Росія
Через день, 7 серпня о 13:00 президент Росії Володимир Путін зібрав раду безпеки РФ, під час якої назвав бої в Курській області «масштабною провокацією» і звинуватив Україну в перетині кордону в Курській області 6 серпня, що призвело до зіткнень на російській території. Під час засідання начальник Генерального штабу РФ Валерій Герасимов заявив, що «просування вглиб території Росії зупинено, а операція буде завершена розгромом противника і виходом на державний кордон».
За даними Bloomberg, російське військове командування знало про підготовку атаки на Курську область, але вони не інформували про це Путіна.
Директор департаменту інформації і друку МЗС Росії Марія Захарова закликала світ засудити бої, назвавши їх «варварською атакою» і «подобою активності на тлі постійних провалів ЗСУ».

### Україна
Керівник українського Центру протидії дезінформації Андрій Коваленко спростував заяви, що Росія контролює ситуацію на кордоні.
Українська влада надала більш повні коментарі лише 12 серпня, на шостий день операції, тоді президент Зеленський зазначив, що катастрофа підводного човна «Курськ» 24 роки тому символізувала початок правління Путіна, а тепер стає символом його кінця. Він наголосив, що Росія, яка принесла війну іншим, тепер відчуває її наслідки на власній території. Також обговорювалася необхідність застосування далекобійної зброї для знищення російських військових об'єктів. В своєму вечірньому зверненні також заявив, що вислухав доповідь Головнокомандувача Збройних сил України Олександра Сирського щодо оборонних дій України на фронті та операції в Курській області. Зеленський подякував «всім солдатам і командирам за стійкість та рішучі дії» та доручив урядовцям і СБУ «підготувати гуманітарний план для території проведення операції».
За заявою Головнокомандувача ЗСУ Олександра Сирського, станом на вечір 12 серпня під контролем українських сил перебувало близько 1000 км² російської території, «угруповання військ виконують поставлені завдання, бої йдуть фактично по всьому фронту», а ситуація перебуває під контролем України.
13 серпня речник Міністерства закордонних справ України Георгій Тихий назвав мету операції українських збройних сил в Курській області. За його словами, Україна не зацікавлена «забирати» територію в Курській області, а хоче захистити життя своїх людей. Операція не дає змоги росіянам перекидати додаткові підрозділи в Донецьку область і ускладнює військову логістику. Він також нагадав, що зокрема з Курської області тільки від початку цього літа і тільки по районах Сумської області України було завдано більше двох тисяч ударів.

### Світ
- Речник Єврокомісії з зовнішньополітичних питань Петер Стано заявив, що ЄС не проти дій ЗСУ в Курській області, зокрема, що Україна може захищатися включно з завданням ударів по території агресора.[235][236]
- Голова комітету Бундестагу з питань оборони Маркус Фабер[en] заявив, що не бачить ніяких проблем із використанням Україною переданих німецьких танків Leopard 2.[237][238]
- У Державному департаменті США заявили, що керівництво Штатів не було проінформоване про військову операцію України, заявивши, що операція ЗСУ на Курщині є суверенним рішенням України.[239][240]
- Заступниця речниці Міністерства оборони США Сабріна Сінгх заявила, що напад України на Курську область відповідає політиці США. Із самого початку США підтримували Україну в захисті своєї Батьківщини від нападів з російської території і санкціонували використання американської зброї в рамках американської політики.[241]
- Координатор зі стратегічних комунікацій Ради національної безпеки США Джон Кірбі заявив, що Володимир Путін може припинити війну проти України, якщо його так непокоїть ситуація в Курській області. Кірбі заявив, що чергові заяви російських посадовців про те, що нібито операція у Курській область координується Заходом — це путінська пропаганда, за яку господар Кремля чіплявся від початку вторгнення в Україну. «Це війна Путіна проти України. І якщо йому щось не подобається, якщо його щось не задовольняє, є дуже просте рішення — хай він забирається під три чорти з України та припиняє війну», — додав він.[242]
- У КНР на тлі операції Збройних сил України в Курській області закликали «сторони до деескалації конфлікту». «Зона бойових дій не повинна розширюватися, не слід допускати ескалації збройного конфлікту та не допускати провокацій, які ведуть до посилення вогню будь-якою стороною», — йдеться у повідомленні Міністерства зовнішіх справ КНР.[243]
- Представники Сирійського режиму Башара Асада 10 серпня заявили про стурбованість і український наступ назвала терористичною атакою українських сил на Курську область РФ, спрямовану на цивільні об'єкти.[244]
- Тоталітарна влада КНДР 18 серпня заявила, що операцію України в Курській області розглядає як акт терору і підтримує Росію, оскільки та захищає свій суверенітет.[245][246]

## Оцінки
За оцінкою співрозмовників The Telegraph у березні 2025 року, операція у Курській області відволікла увагу російських сил, які потенційно могли застосувати на інших ділянках фронту, зокрема на сході. Ця операція також підняла бойовий дух українських військ. Втім, стратегічно вона не змінила хід війни.